# Château de Romans
Le château de Romans ou château des comtes de Romans-Ferrari est un ancien château fort, du XIVe siècle, reconstruit en grande partie au XVe siècle et remanié au XIXe siècle, qui se dresse sur la commune de Romans dans le département de l'Ain en région Auvergne-Rhône-Alpes. Il a succédé à une maison forte datant d'« à minima » du XIIIe siècle.

## Situation
Le château de Romans est situé dans le département français de l'Ain sur la commune de Romans, sur un monticule dominant la vallée du Renon.

## Histoire
Comme fief, Romans appartenait, en 942, à Hugues (de Bâgé ?). Ses successeurs l'inféodèrent sans doute à la famille de Varax, qui le possédait au XIIIe siècle. Au mois de septembre 1272, Huric de Varax reconnait le tenir d'Amé de Savoie, sire de Bâgé. Cette reconnaissance fut renouvelée, en 1280, par Henri de Varax et Étienne, son fils, et, en 1303, par Guillemette de Pressilly, veuve d'Étienne de Varax, en sa qualité de tutrice de ses enfants.
L'existence d'une maison forte à Romans est mentionnée dès 1280, possession d'Henri de Varax et d'Étienne son fils ; sans pour autant que la date de construction soit connue.
La seigneurie de Romans reste dans la famille de Varax jusqu'en 1560, époque où elle passe, par succession, à Anatoile de la Baume. Pierre-Marc de la Baume, fils d'Anatoile, la transmet, par testament, à Claude de Ponceton, seigneur de Francheleins, bailli de Bresse.
En vertu d'un testament du 8 novembre 1679, Claude-François de Liobard, baron de Brion et de Bussy, recueille la succession de Claude II de Ponceton et reprend le fief de Romans, le 23 mars 1689. Par contrat du 4 mars 1718, Claude de Liobard, chevalier, vend la terre de Romans à Claude-César Ferrari, écuyer, conseiller du roi, receveur général du clergé de Lyon. La terre fut érigée en comté par lettres patentes de Louis XV, datées de décembre 1763, en faveur d'Étienne-Lambert de Ferrari, capitaine dans le régiment de Lyonnais et en récompense « des preuves de courage qu'il avait données, notamment dans les dernières campagnes d'Italie, à la bataille de la Madone, pendant le siège de Coni, où il fut blessé ».
Le château eut à subir quatre sièges pendant le XVe siècle et fut pillé et brulé par les troupes du duc de Bourbon qui s'en étaient emparé, en 1460, et l'avaient incendié en représailles des hostilités d'Antoine de Varax, seigneur de Romans, et de celles du Prince de Savoie son suzerain,. Le château lui sera rendu contre une forte compensation.
Le château de Romans subit de ce fait des remaniements nombreux et une reconstruction presque complète dans le goût de l'époque, ce qui fit dans la suite attribuer sa construction au XVe siècle mais bien des parties sont plus anciennes.

### Propriétaires successifs
Le château fut la résidence des Varax de la branche cadette qui étaient seigneurs de Romans, ainsi que des familles qui leur ont succédé. Cependant au début du XVIIe siècle le château n'était plus habité ni habitable. Une hypothèse est qu'il ait été ravagé par Biron en 1599, mais aucun document n'atteste ce point.
Claude II de Ponceton, qui fut seigneur de Romans pendant toute la seconde moitié du XVIIe siècle (1634 à 1679) entrepris de grandes réparations embellissant le château.
En 1718 lorsque les Ferrari acquirent le château il était encore en mauvais état, ils le réparèrent et en firent leur résidence d'été.

### Après la Révolution française
Durant la révolution le château subit d'importantes destructions. La grosse tour est en partie démolie, toutes les cheminées sont démolies et brisées, les murs de refend sont démolis, les fenêtres brisées, ainsi que les carrelages. Les parquets sont ravagés, et le toit est enfoncé en plusieurs endroits. Les réparations les plus urgentes sont faites après que le comte soit rentré en possession de ses bien le 29 mai 1794.
Une restauration importante du château eut lieu vers 1860. La forme générale du château ne fut pas modifiée. Le style XVe fut adopté pour cette restauration, bien que quelques éléments au goût de l'époque XIXe y fussent ajoutés.
Les dépendances subirent davantage de modifications. On construisit vers 1837 des bûchers et magasins à bois du côté nord de la basse cour pour remplacer les anciens bâtiments à bois situés vers l'église que Guillaume César avait donné par testament pour y établir la Cure. Le bâtiment qui ferme la cour du côté nord fut achevé en 1860-1861. Les bâtiments fermant le côté est de la basse cour, et ou se trouvait le pont-levis furent incendiés par la foudre en 1858. Ils ne furent pas reconstruits, les débris servirent à combler le fossé.
À la mort du dernier comte de Romans en juin 1912, il lègue ses bien à la comtesse de Dormy. En 1926, elle crée la fondation Comte Romans-Ferrari pour venir en aide aux enfants atteints de tuberculose, en lien avec le centre anti-tuberculeux de l’Indre.
Le préventorium Romans-Ferrari est ouvert au château. Avec la disparition progressive de la maladie, il est reconverti en centre de rééducation fonctionnelle, puis le centre se spécialise dans les soins aux enfants grands brûlés, traumatisés crâniens et polytraumatisés. En 1966, de nouveaux bâtiments sont construits à l'emplacement des anciens jardins.
Depuis 2007, le château abrite le foyer d'accueil médicalisé Romans-Ferrari pour adultes polyhandicapés.

### Liste des seigneurs de Romans

Armes de la Maison de Varax : écartelé de vair et de gueules.

- Ulrich ou Hurie de Varax (vivait en 1250)[3],[10],[11].
- Henri de Varax[10] et Étienne son fils (vivaient en 1280)[3].
- Guillaume de Varax : (vivait en 1332)[11].
- Henri II seigneur de Varax et de Romans (vivait en 1367)[11].
- Étienne de Varax : auteur de la Branche des seigneurs de Romans, lors de son mariage avec Claudine de Saint-Amour, le 26 octobre 1396[11].
- Antoine I de Varax : seigneur de Romans et de Chassignol (vivait en 1431)[11].
- Antoine II de Varax : seigneur de Romans, Villette, le Bouchoux, Bailli de Bresse. (marié en 1477)[11].
- Pierre de Varax : écuyer, seigneur de Romans et Villette, coseigneur du Bouchoux. (marié en 1518)[11].
- François de Varax : écuyer, seigneur de Romans (vivant en 1543)[11].
- Philibert de Varax : Seigneur du Bouchoux puis de Romans et Villette. Mort non marié en 1560[11].
- Anatoile de La Baume, dit Moricaut (marié en 1549 avec Isabeau de Varax héritière de Philibert de Varax)[11],[3].
- Aymé de La Baume-Varax seigneur de Romans, le Bouchoux[11]. Marié le 5 oct 1577 avec Claude de Ponceton.
- Pierre Marc de la Baume-Varax. Il teste le 19 août 1629 instituant Claude de Ponceton son cousin germain pour héritier universel[11].
- Claude de Ponceton-Varax : Chevalier, seigneur de Franchelins, Vuris, puis Romans, le Bouchoux et Villette. Marié le 7 mai 1621 avec Jeanne de Montconnys[11].
- Claude II de Ponceton-Varax : Écuyer, seigneur de Franchelins, Romans, le Bouchoux, Villette, Gerlans, et la Verne[7],[11]. (marié le 14 oct 1661).
- Claude Francois de Lyobard : baron de Bussy et Brion, puis seigneur de Romans et dépendances. Époux de Claude de Ponceton fille de Alexandre de Ponceton[12].
- Claude de Lyobard : baron de Bussy et de Brion. Né au château de Bussy le 7 février 1670. Vends les terres de Romans et les droits seigneuriaux à Claude César Ferrary le 4 mars 1718[12],[3].
- Claude César Ferrary : Écuyer, seigneur de Romans, St-André-le-Bouchoux, Gerland, Villette. Né à Lyon le 20 septembre 1684, épouse Claudine de Riverieulx de Varax le 28 mai 1712[5],[13].

### Liste des comtes de Romans-Ferrari

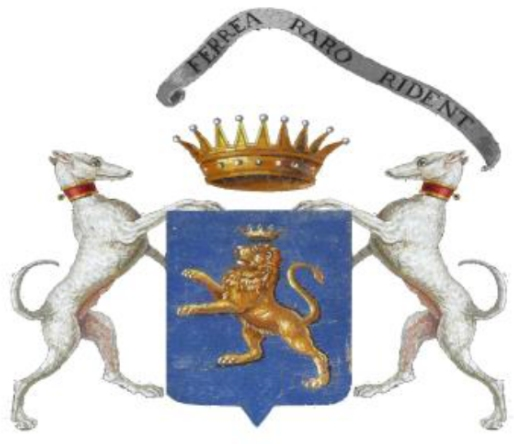
Armes des comtes de Romans-Ferrari : d'azur au lion couronné d'or.

- Etienne Lambert de Romans-Ferrari (d)  : Chevalier, comte de Romans-Ferrari, seigneur du Bouchoux, Gerland, Villette, la Verne et St Georges-de-Renon. Baptisé à Lyon le 4 juillet 1714. Il obtient en décembre 1763 l’érection de Romans en comté par lettres de patente du Roi Louis XV et le titre de comte sous le nom de Romans-Ferrari[5],[13],[3]. Il épouse Marguerite Gertrude Charrier de la Roche le 7 janvier 1750, la sœur de Louis Charrier de La Roche et dont le père est Seigneur de la Roche-Jullié[14].
- Guillaume César de Romans-Ferrari (d) : Chevalier, comte de Romans-Ferrari, seigneur de Villette, Gerlans, la Verne, St André le Bouchoux. Né à Lyon le 10 décembre 1750. Premier page de Madame la  Dauphine en 1764, officier de dragons en 1767, démissionnaire en 1777 pour "vaquer à la régie de ses biens et à la tutelle de ses onze frères et sœurs dont le plus jeune avait 11 ans". Épouse Hyacinthe Françoise de La Frasse de Sury le 20 février 1781[5],[13],[14],[15].
- Charles-Louis de Romans-Ferrari (d)  : né à Lyon le 1er septembre 1789, officier de cavalerie, chevalier de l'ordre royal de la légion d'honneur ; épouse Hippolyte-Catherine de Louvat[5],[13].
- Hippolyte Ernest de Romans-Ferrari (d) , né à Lyon le 28 mai 1833. Hérite la terre de Romans de son oncle Guillaume-Francois en 1858. Maire de Romans pendant 38 ans (à partir de 1858)[16]. Mort le 13 août 1896. Épouse Marie-Laure Bernard de Montessus de Rully[5],[13].
- Charles de Romans-Ferrari (d) , né à Romans le 16 décembre 1861, décédé chef de bataillon à Commercy le 27 juin 1912 sans alliance[5].

## Description

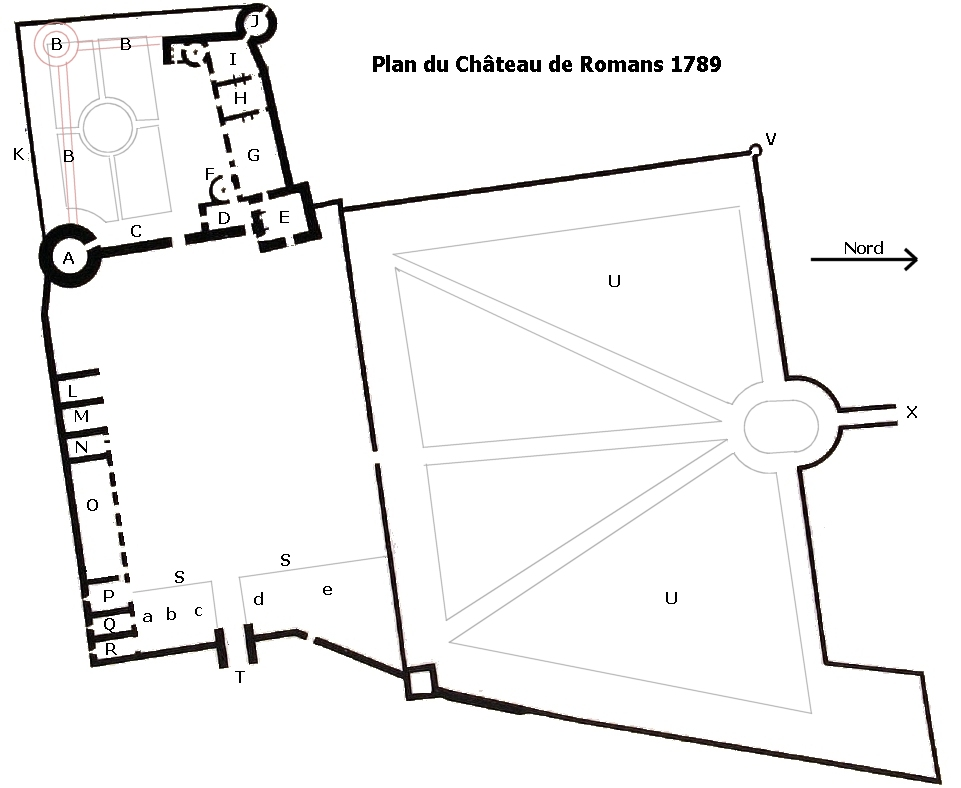
A - La grosse tour qui doit dater du XIIIe siècle ou XIVe siècle siècle
B - Tour et Murs rasés au XVIIe siècle pour faire une terrasse qui existe encore
C - Muraille est, abattue après 1793. La porte était garnie de machicoulis et précédée d'un pont levis.
D - Était la cuisine en 1639
E - Tour carrée dont le rez-de-chaussée est occupé par la cuisine en 1789. Elle était en 1639 sans toiture ni plancher
F - Escalier sous lequel est le puits
G - Salle basse en 1639
H - Chambre de monsieur en 1639
I - Arrière chambre de monsieur en 1639
J - Tour qui contenait en 1639 un cachot
K - Murs de terrasse datant du XVIIe siècle
L - au XVIIe siècle bucher vouté
M - au XVIIe siècle remise voutée
N - au XVIIe siècle chambre de valet voutée
O - au XVIIe siècle grande écurie voutée
P - au XVIIe siècle petite écurie
Q - au XVIIe siècle chambre voutée
R - prison
S - Bâtiment détruit en 1858 par la foudre et qui contenait au XVIIe siècle:
en a, un escalier
en b, une écurie
en c, un cabinet a une fenêtre
en d, deux chambres
en e, un manège
ce bâtiment servait au logement du châtelain
T - Entrée du château précédée d'un pont-levis
U - Jardins
V - Guérite toujours existante en 2012
X - Pont allant au verger et qui en 1718 était ruiné et en partie tombé dans le fossé,,

### La forteresse médiévale
Le château de Romans est construit en briques en boutisse dont il subsiste des vestiges qui ont été réemployés dans le logis « moderne » en pierres.
Au Moyen Âge, la forme du château était un quadrilatère irrégulier, clos de murailles de 1,50 mètre d'épaisseur. L'enceinte était flanquée de trois tours rondes et d'une tour carrée au nord est. Elle était ceint de fossés d'une largeur d'environ 8 mètres. L'entrée du château était placée dans la face Est. Elle était précédée d'un pont-levis à bascule, et fermée par une porte de bois et une herse. Elle était surmontée de mâchicoulis en torchis formant bretèche.
La grosse tour ronde qui se trouvait au sud-est de l'entrée et qui existe encore à moitié de sa hauteur, doit être la partie la plus ancienne du château. Elle a 2,20 mètres d'épaisseur de murailles, et un escalier, dans l'épaisseur du mur, qui desservait à partir du premier, les étages supérieurs,,.

### Les cours
Les murailles de faces sud et ouest de cette enceinte, ainsi que la tour de l'angle sud-ouest, ont été rasés probablement au XVIIe siècle pour dégager le corps de logis adossé à la muraille nord. La cour intérieure fut légèrement agrandie et forma la terrasse qui existe encore aujourd'hui. La muraille de la face est fut abattue après 1793 et remplacée par un mur bas surmonté d'une grille.
La basse cour, placée en avant de l'entrée du château formait une enceinte légèrement plus large et du double plus longue. Elle était entourée de murailles et environnée d'un fossé aussi large et aussi profond que celui du château sur les faces sud et est, la face ouest s'ouvrait en terrasse sur le jardin aussi entouré de murailles et de fossés. La face sud de la basse cour était occupée par un bâtiment entièrement vouté où se trouvaient les écuries. La porte de la grande écurie fait attribuer à ce bâtiment la date du XVIIe siècle. Il existait déjà en 1639 et était en mauvais état. La face est était aussi occupée par un bâtiment où se trouvait le logement du châtelain et un manège. Ce bâtiment était en pisé de terre et adossé à la muraille extérieure en brique, sa construction était postérieure à celle du bâtiment précédent. Il fut détruit par la foudre en 1858. C'était dans cette face est que se trouvait l'entrée de la basse cour précédée aussi d'un pont-levis,.

### Le corps de logis
En entrant dans le corps de logis par l'est vers la tour carrée, on rencontre un escalier à vis qui monte dans une tourelle polygonale. Sous cet escalier on descend au puits par un escalier souterrain. Au bas de l'escalier, l'orifice du puits qui a 1,5 m de diamètre ; mais à une profondeur d'environ 4 m, il s'élargit et son fond à une largeur de près de 4 m. On avait dans les anciens temps été obligé de donner une aussi grande largeur à ce puits, pour avoir un réservoir d'eau suffisant à l'usage des habitants du château, de sa garnison et des chevaux et bestiaux qui pouvaient en temps de guerre, y être retenus pendant un certain nombre de jours.
Le second escalier en pierre date de 1860 et se trouve dans la tourelle du côté du sud-ouest. Il a remplacé un escalier à vis en bois vétuste. Dans cet escalier se trouve une porte surmontée de l'écu des Varax, écartelé de Vair et de Gueules. Cette porte est du XVe siècle, peut être du XIVe siècle. Dans la tour située au nord-ouest, se trouvait en 1639, un croton fermé par une pierre carrée (en vieux français un croton est un cachot,),,.

### Les allées

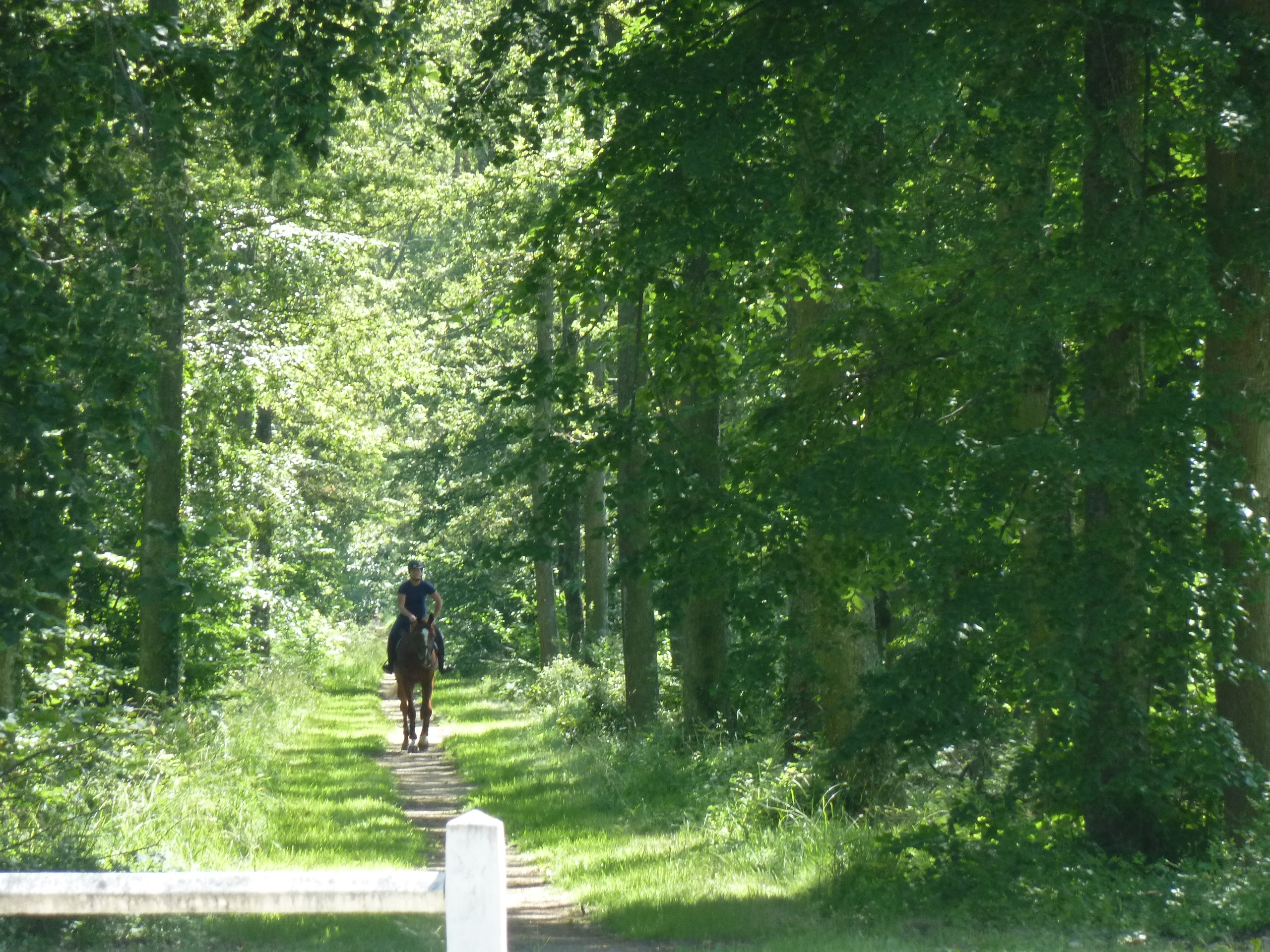
Allée du mail.

L'entrée du château (la basse cour) était précédée d'un demi rond duquel partaient trois allées en patte d'oie. Ces allées bordées d'arbre sont toujours visibles en 2012 depuis l'entrée du château. Elles sont l’œuvre de Claude II de Ponceton ,, : celle du centre était l'allée du Mail, elle rejoignait le chemin de Saint-André-le-Bouchoux. Le nom provient du jeu de mail que l'on pratiquait à cet endroit ; celle de gauche rejoignait la route de Trévoux à Bourg-en-Bresse, au village de Condeissiat qui lui a donné son nom ; on pense que celle de droite est principalement présente pour la symétrie. Elle était appelée « Allée Ferrari ».

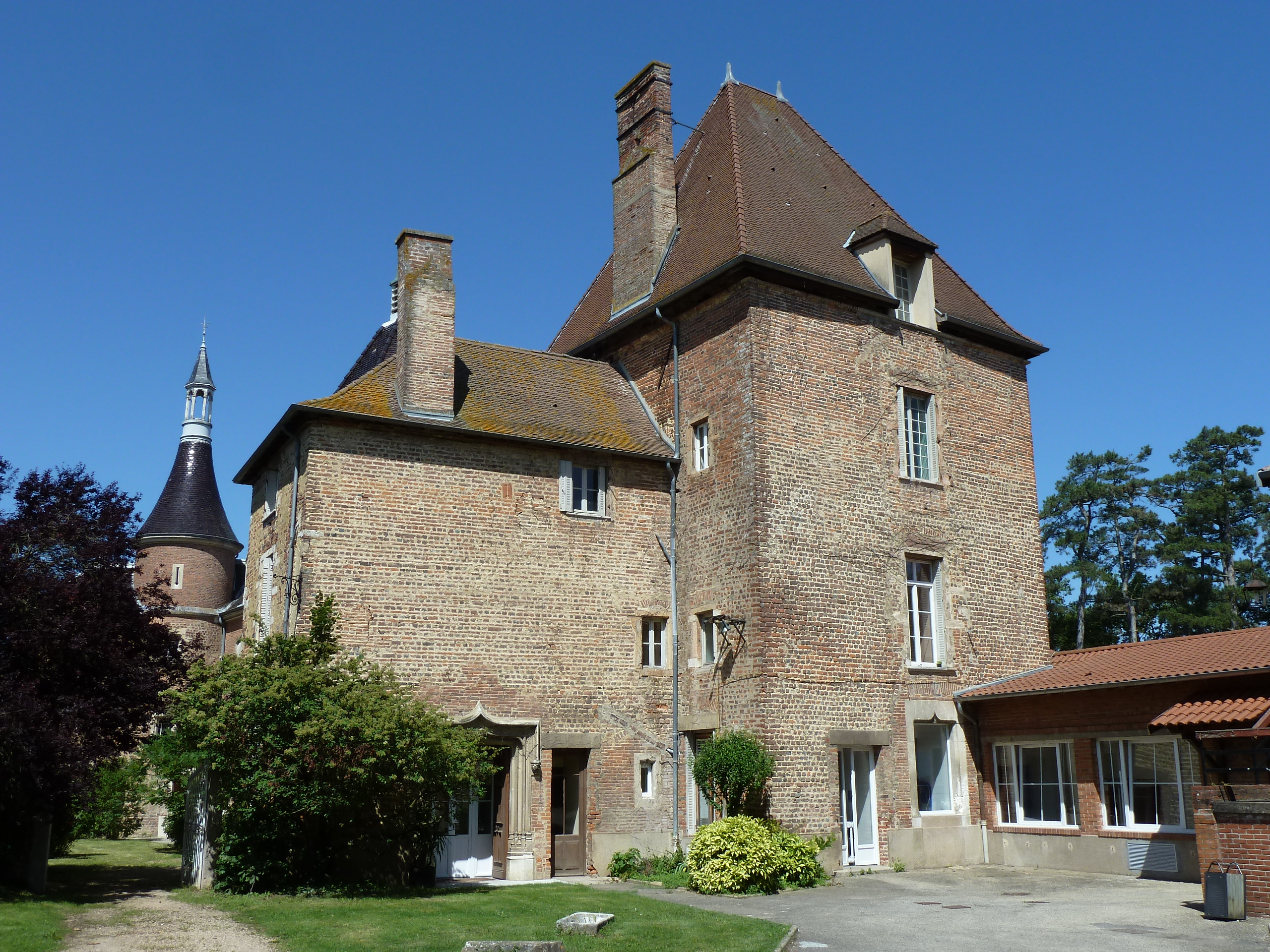
Tour carrée et basse cour vue l'est.
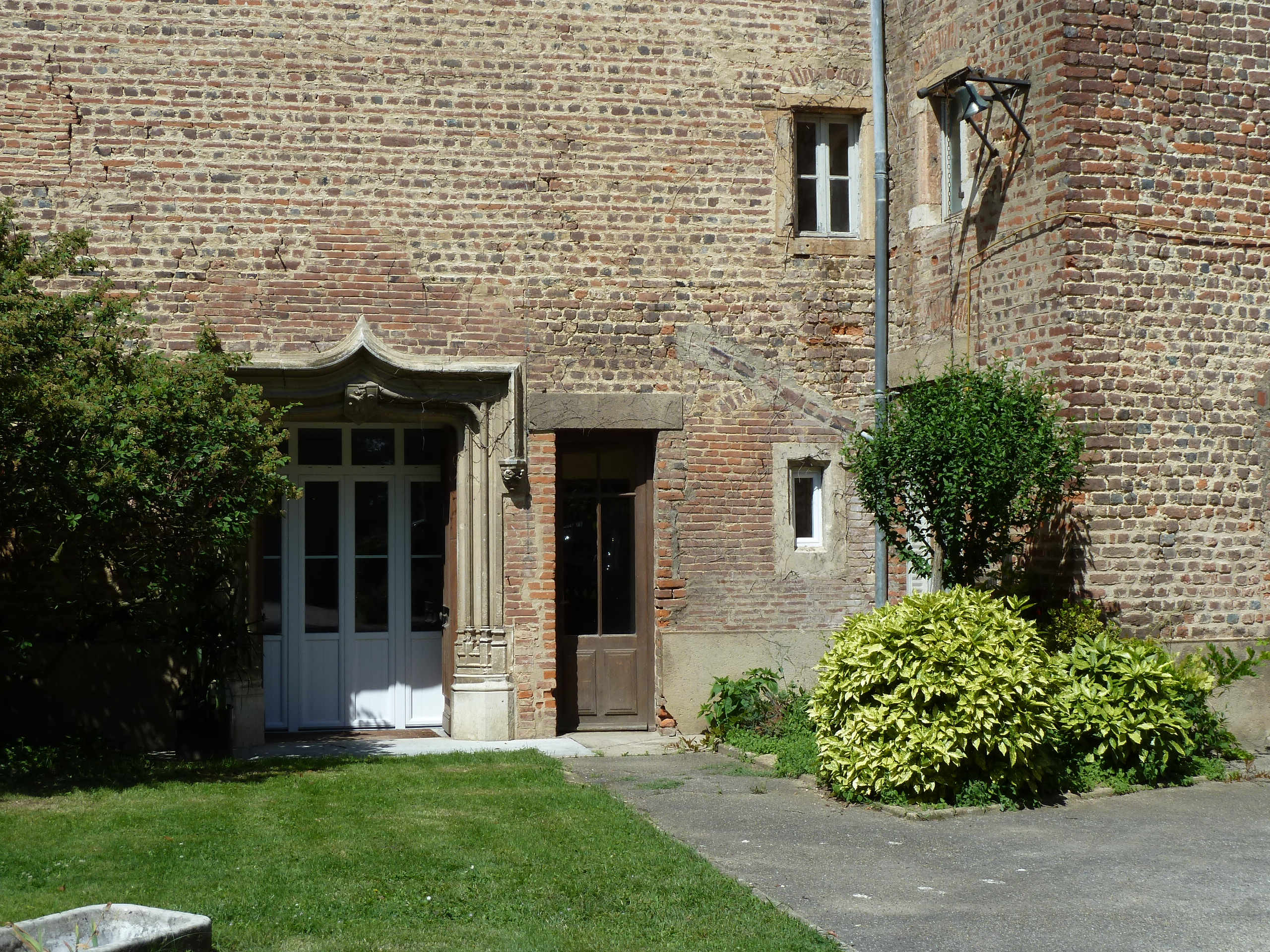
Entrée vers la tour carrée, surmontée de l'écu des Romans-Ferrari.
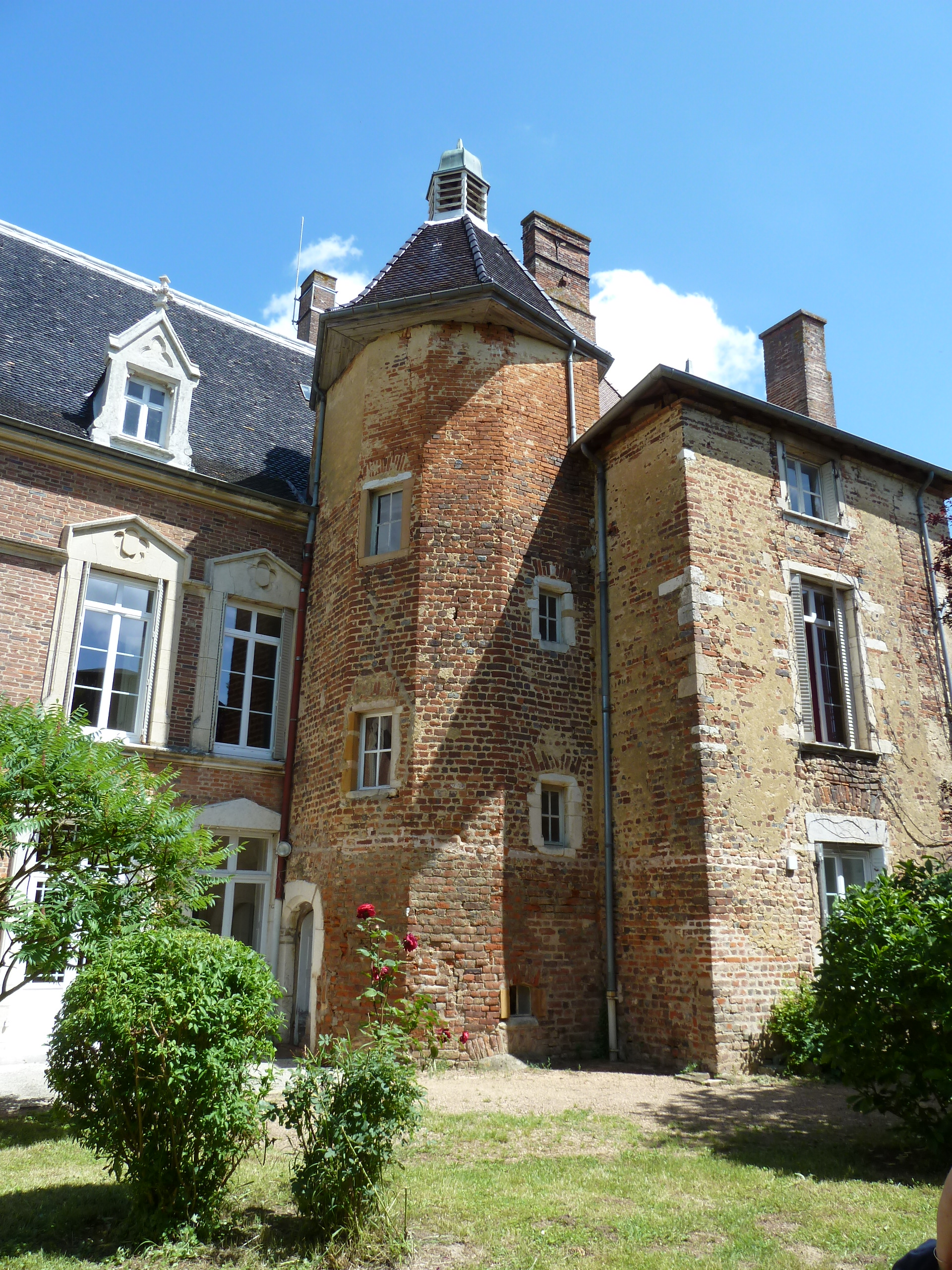
Tourelle polygonale vue du sud-ouest.
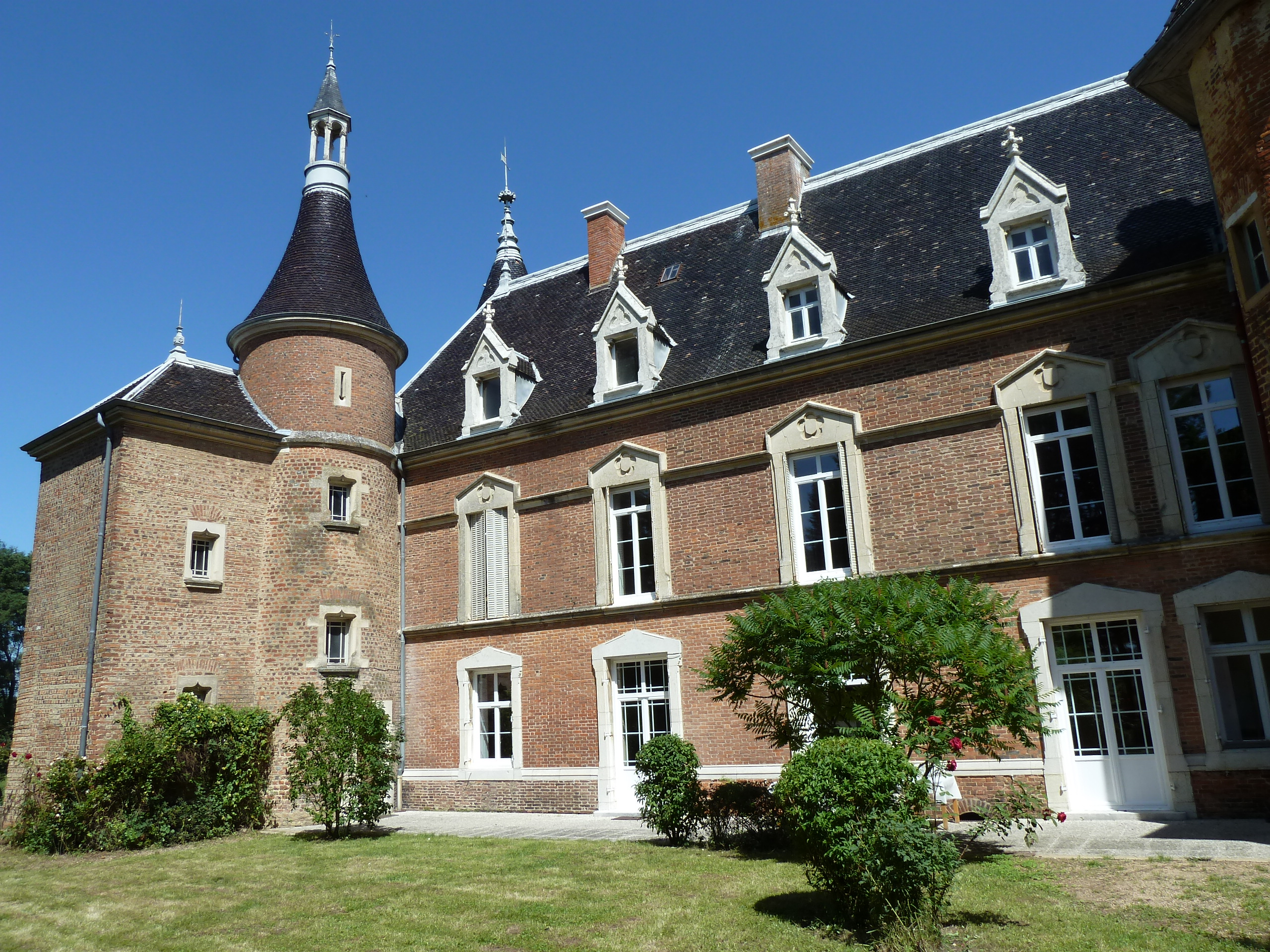
Corps de Logis vu du sud-est.
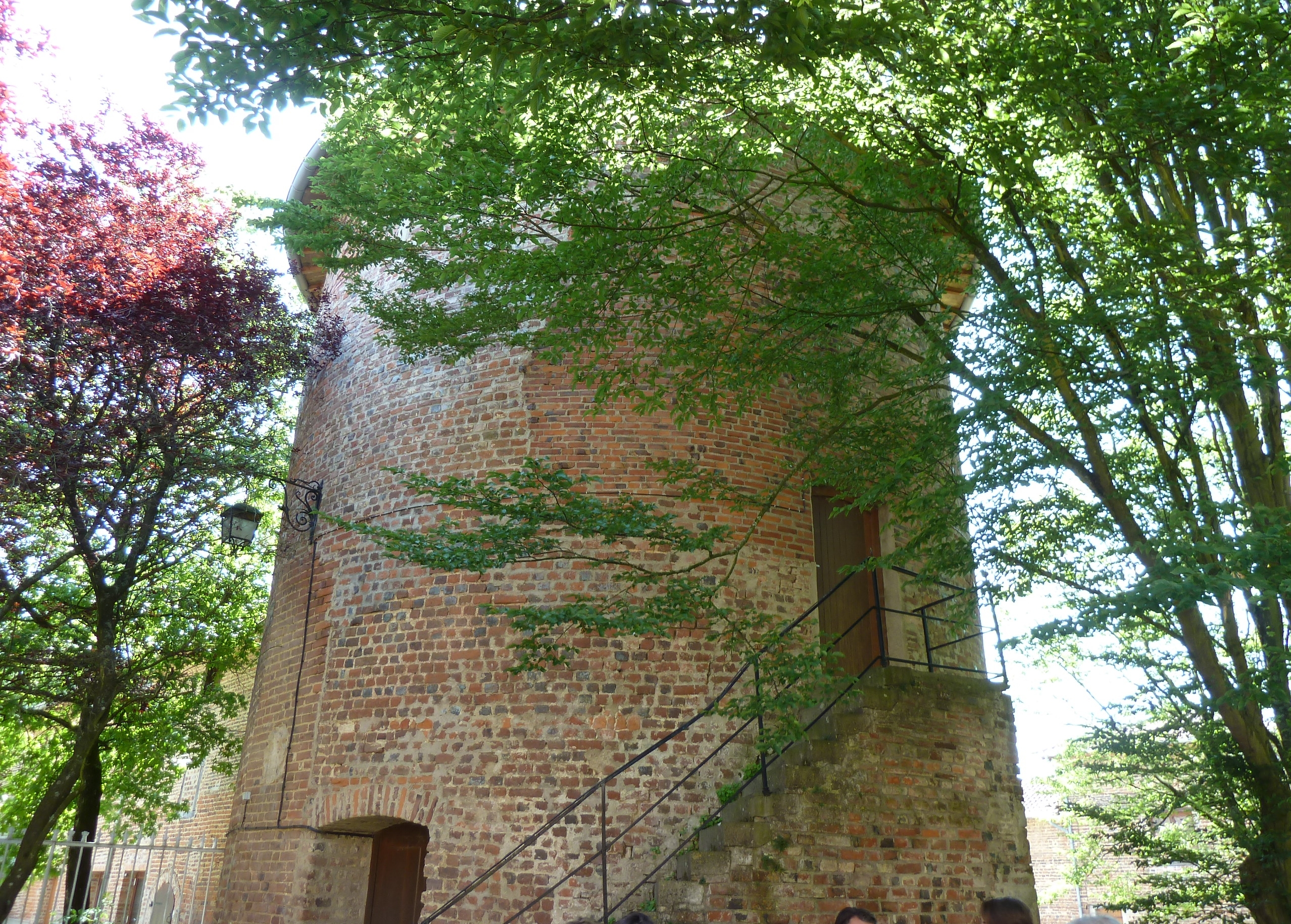
La grosse tour ronde.
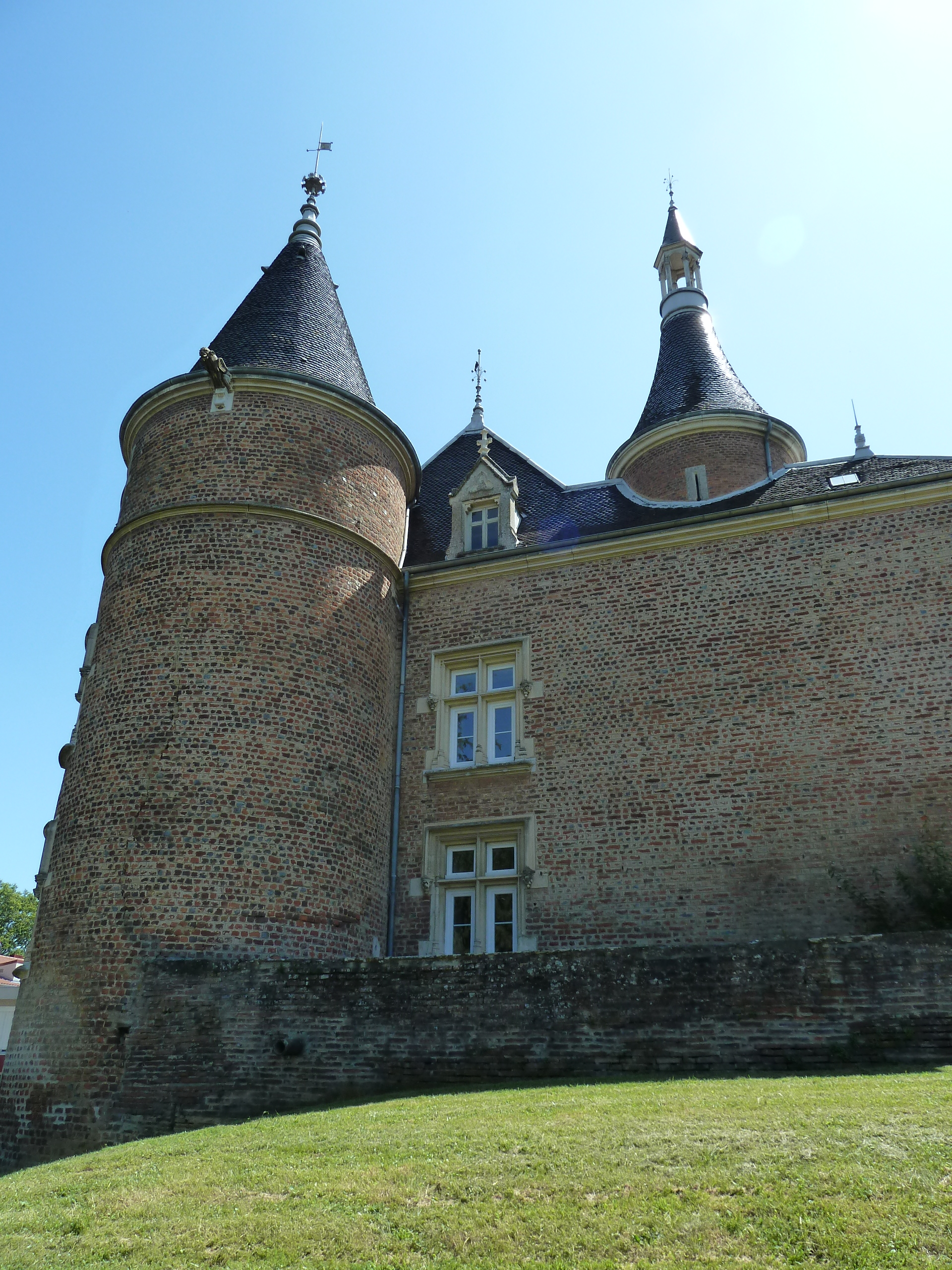
Château vu de l'ouest.
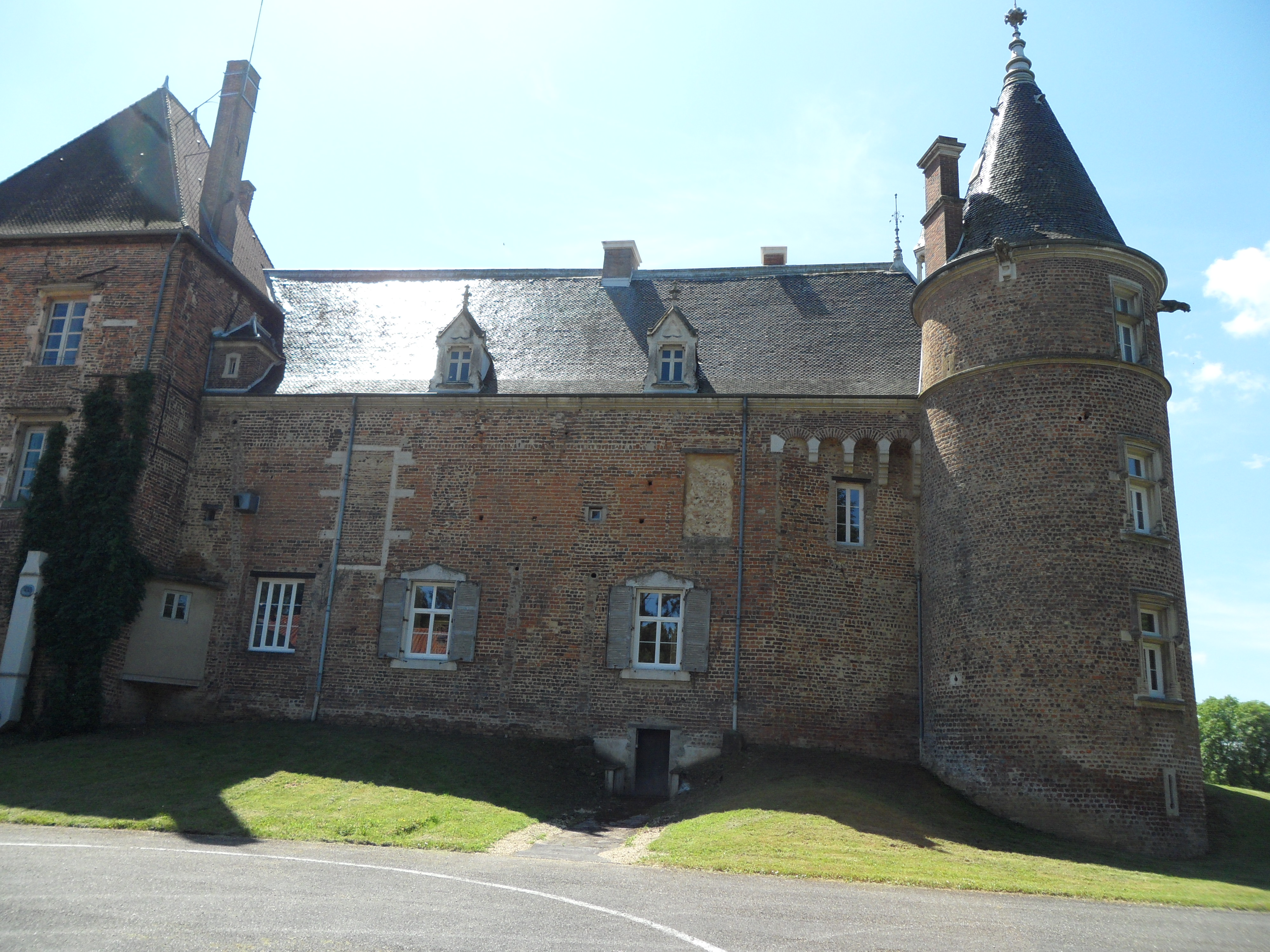
Vue du nord.
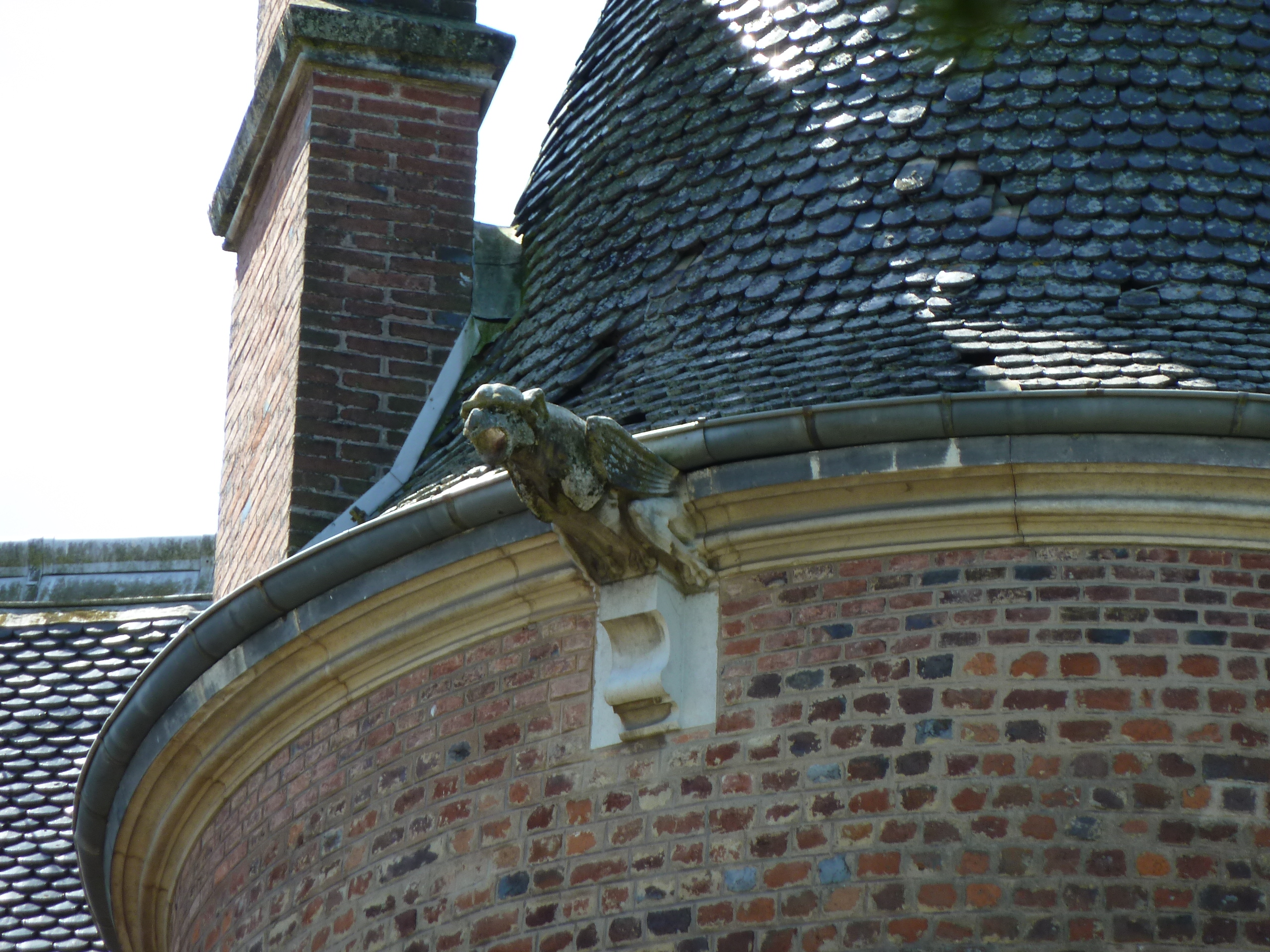
Gargouille décorative ajoutée au XIXe siècle.
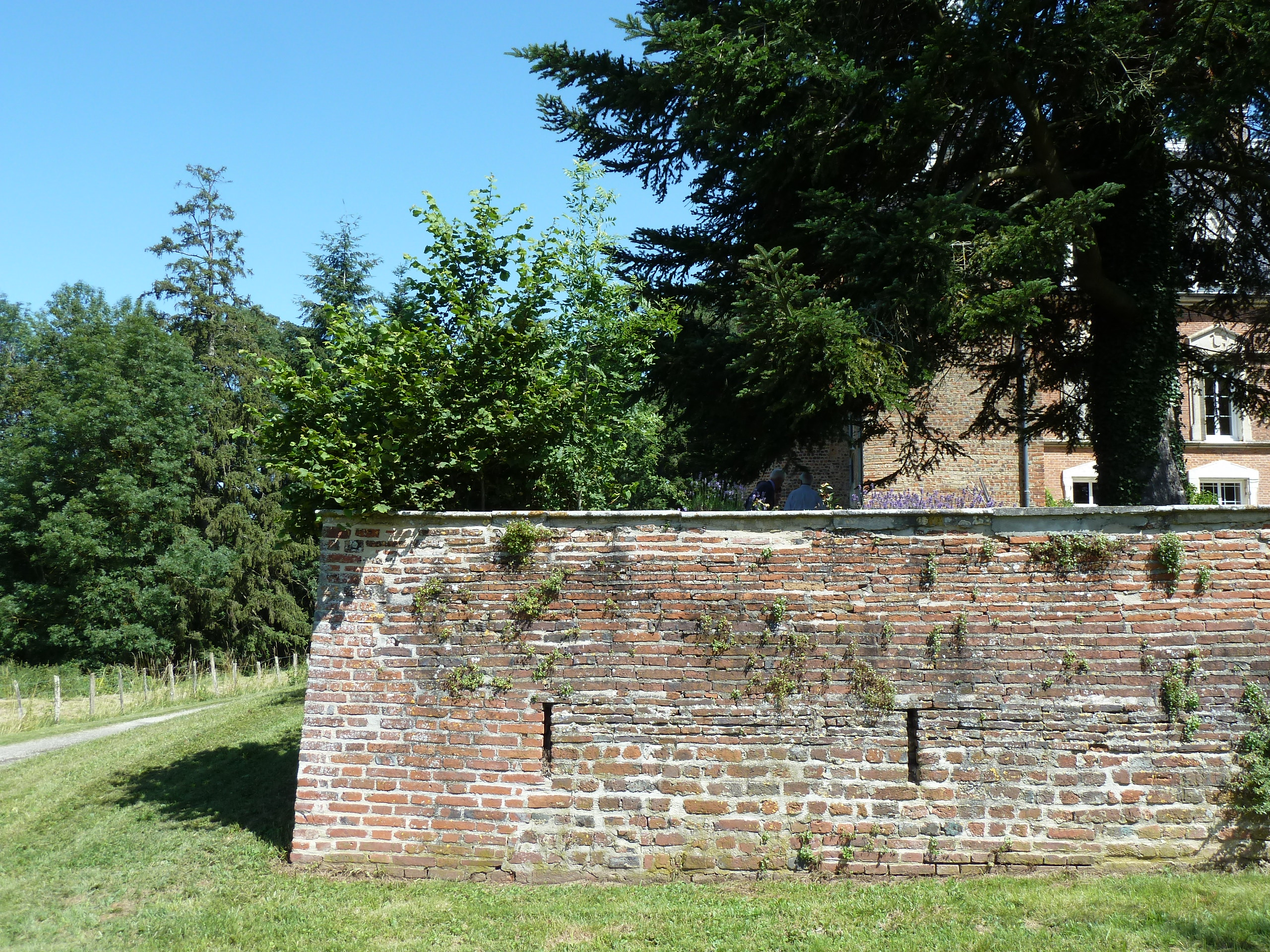
Mur de la terrasse au sud.
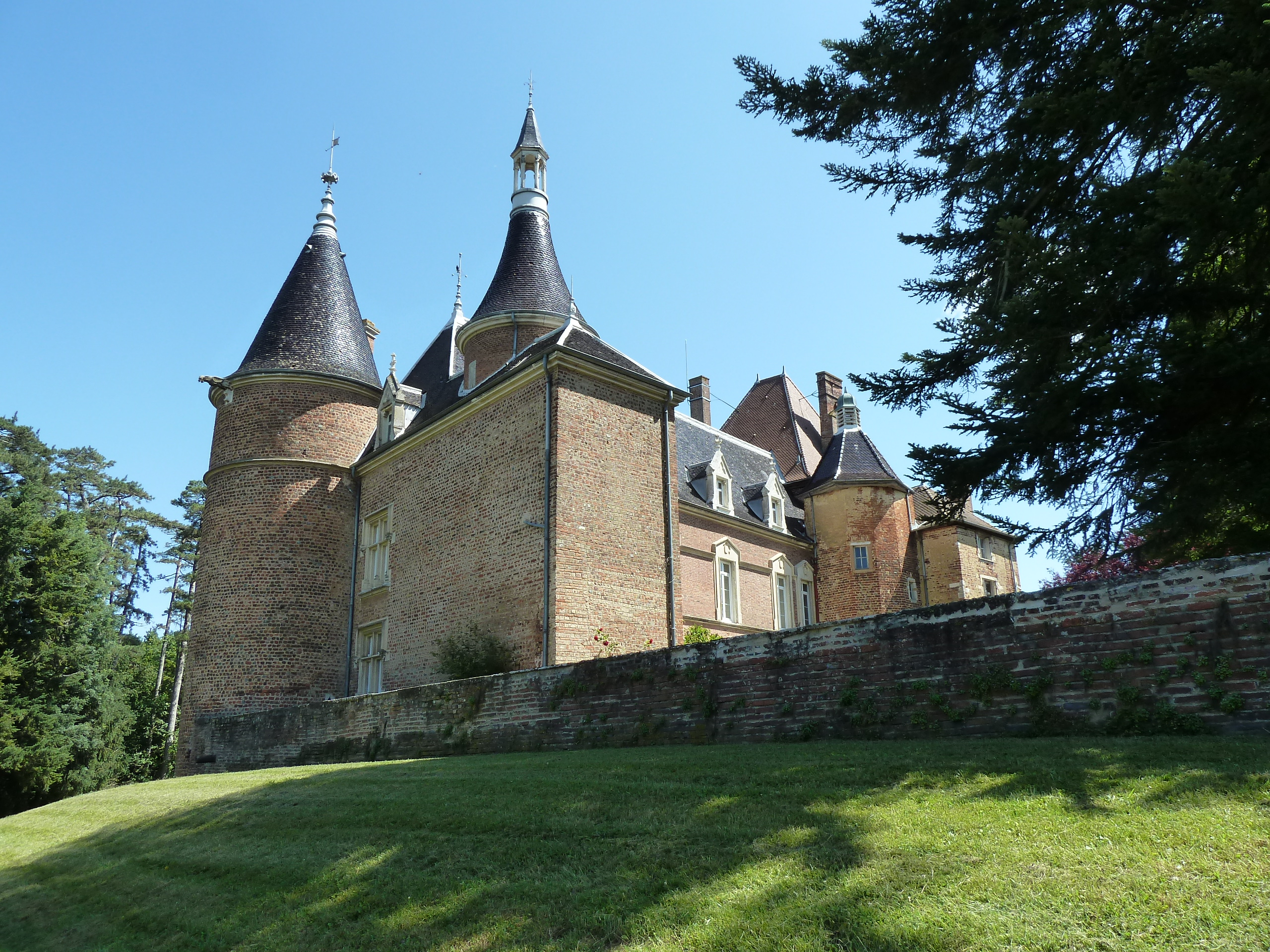
Château vu du sud-ouest.
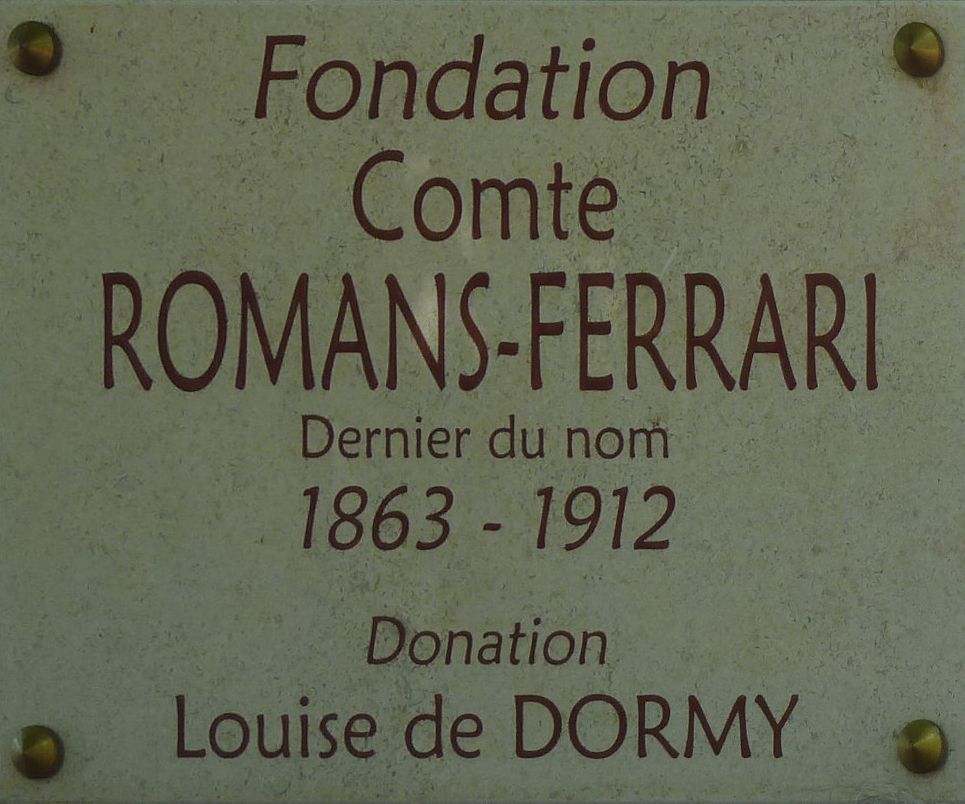
Plaque de la grille d'entrée est.
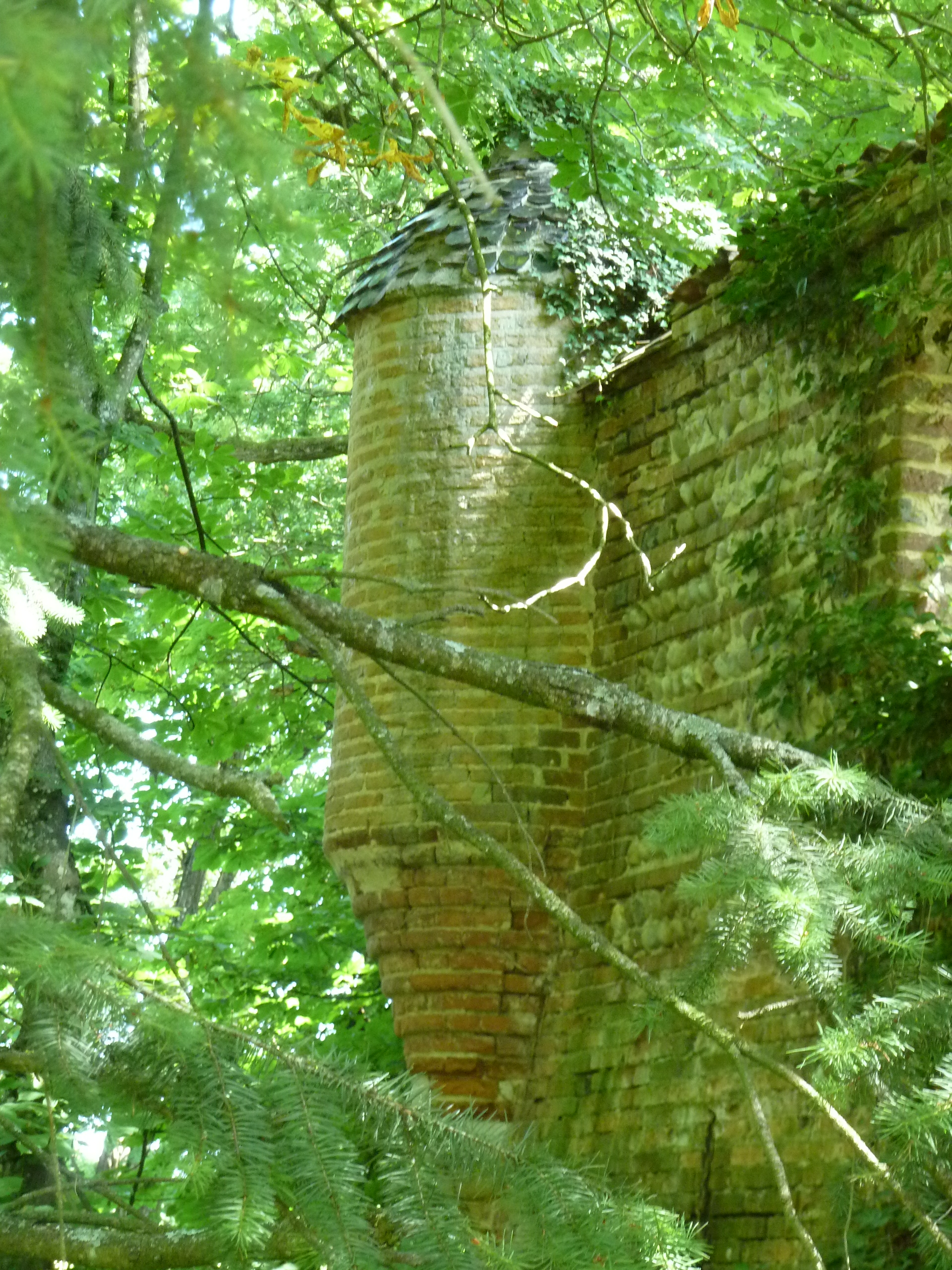
La guérite du château.